# Sašo Udovič
Sašo Udovič (né le 12 décembre 1968) est un footballeur international slovène qui jouait au poste d'attaquant. 
Avec 16 buts marqués (en 42 sélections), il est le deuxième meilleur buteur de l'histoire de la sélection slovène derrière Zlatko Zahovic (35). Il a participé à l'Euro 2000, la première phase finale d'une grande compétition à laquelle a participé la Slovénie. Il a porté les couleurs des clubs de l'Hajduk Split, de Beveren (2300), de Lausanne Sports et de Linz AK.